# Alucita pinalea
Alucita pinalea är en fjärilsart som beskrevs av Edward Meyrick 1907. Alucita pinalea ingår i släktet Alucita och familjen mångfliksmott, (Alucitidae). Inga underarter finns listade i Catalogue of Life.

## Bildgalleri

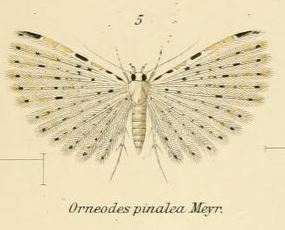